# Naturdenkmal Schwalgloch Untreue

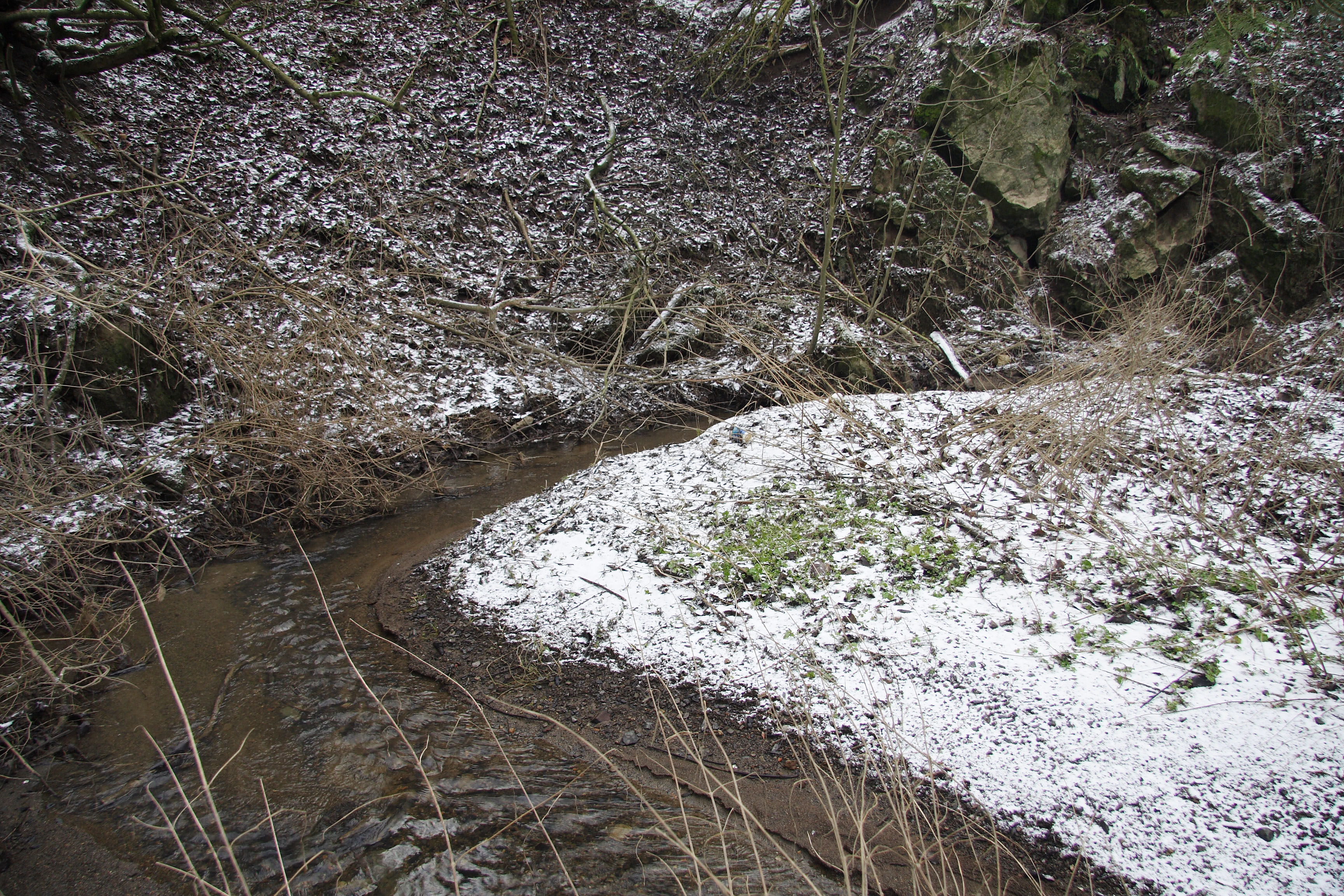
Schwalgloch der Untreue

Das Naturdenkmal Schwalgloch Untreue mit einer Größe von 1,24 ha liegt östlich von Brilon. Das Gebiet wurde 2008 mit dem Landschaftsplan Briloner Hochfläche durch den Hochsauerlandkreis als Naturdenkmal (ND) ausgewiesen. Das Naturdenkmal grenzt nördlich und westlich an das Landschaftsschutzgebiet Offenland südöstlich Brilon und östlich und südlich an das Landschaftsschutzgebiet Untreuetal. Etwas nördlich befindet sich das Naturschutzgebiet Heimberg und etwas südwestlich das Naturschutzgebiet Romberg. 
Das ND Schwagloch Untreue gehört zu den sieben Naturdenkmälern im Landschaftsplan Briloner Hochfläche welche als Karsterscheinungen festgesetzt wurden. Dabei handelt es sich um vier Schwalglöcher und drei Dolinen.
Im Schwagloch Untreue verschwindet der Bach Untreue. Die Untrügge kommt vom Thülener Bruch aus Osten. Das Schwalgloch bildet hier eine etwa 8 bis 9 m große Hohlform aus. Das Schwagloch ist von Büschen umstanden und von Grünland umgeben. Zum ND gehört auch der untere Lauf der Untrügge und eine Quelle. Das Wasser der ND-Quelle verschwindet in einem zweiten Schwalgloch. Der Schwalglochbereich ist gebüschbestanden und ungenutzt. Auf der Talwiese steht eine Stieleiche mit einem Stammdurchmesser von etwa 1,20 m als landschaftsprägender Einzelbaum. Das ND ist durch frühere Gewässerbegradigungen, punktuelle Bauschuttablagerungen und einen Reitplatz beeinträchtigt.